# كأس التشيك 2016–17
كأس التشيك 2016–17 (بالتشيكية: MOL Cup 2016/17)‏ هو موسم من كأس التشيك. أشرف على تنظيمه اتحاد جمهورية التشيك لكرة القدم، وكان عدد الأندية المشاركة فيه 122، وفاز فيه FC Zlín ‏.